# Blücher (Schiff, 1878)
Die Blücher war eine Gedeckte Korvette der Bismarck-Klasse, die Ende der 1870er Jahre für die Kaiserliche Marine gebaut wurde. Sie war nach dem königlich preußischen Generalfeldmarschall Gebhard Leberecht von Blücher benannt. Sie war das zweite Schiff der Klasse, zu der fünf weitere Schiffe gehörten.
Die Korvetten der Bismarck-Klasse wurden Anfang der 1870er Jahre im Rahmen eines großen Marinebauprogramms bestellt. Sie sollten als Flottenaufklärer und auf ausgedehnten Einsatzfahrten in überseeischen Interessensgebieten des deutschen Kaiserreichs Dienst tun. Die Kiellegung der Blücher war im März 1876, im September 1877 fand der Stapellauf statt und Ende 1878 folgte die Indienststellung. Als Hauptbewaffnung verfügte das Schiff zunächst über eine Batterie von sechzehn 15-cm-Ringkanonen und dazu über ein vollständiges Segelrigg, um die ebenfalls vorhandene Dampfmaschine auf langen Einsatzfahrten in Übersee zu ergänzen.
Im Gegensatz zu ihren Schwesterschiffen wurde die Blücher kurz nach Inbetriebnahme jedoch in ein Torpedoschulschiff umgewandelt und weitgehend umgebaut, um mit dieser neu entwickelten Waffe mit eigenem Antrieb und Sprengladung zu experimentieren, Besatzungen auszubilden und eine deutsche Torpedodoktrin zu entwickeln.
Das Schiff war in dieser Funktion während seiner gesamten aktiven Dienstzeit tätig. Es war zunächst in Kiel unter dem Kommando von Alfred Tirpitz stationiert. In den 1880er und frühen 1900er Jahren erhielten die meisten Offiziere und Besatzungsmitglieder der deutschen Flotte ihre Torpedoausbildung an Bord des Schiffes. 1907 ereignete sich auf der Blücher eine Kesselexplosion, die das Schiff schwer beschädigte und sechzehn Männer tötete. Sein Zustand wurde danach als zu schlecht für eine Reparatur eingeschätzt und das Schiff an eine niederländische Firma verkauft, die es als Kohlenlager benutzte. Sein weiteres Schicksal ist unbekannt.

## Einsatzgeschichte

### Bau und Indienststellung
Die Blücher wurde im März 1876 unter dem Vertragsnamen „Gedeckte Korvette C“ als Neubau auf Kiel gelegt und am 20. September 1877 fand der Stapellauf statt. Der Chef der Marinestation der Ostsee, Konteradmiral Reinhold Werner, taufte das Schiff nach Gebhard Leberecht von Blücher. Ende 1878 begannen die Seeversuche, die bis zum 30. Januar 1879 andauerten. Bei der Indienststellung wurde die Blücher mit Übungen mit der noch neuen Torpedowaffe beauftragt und die Marine plante, das Schiff im Kriegsfall als Hilfsschiff für Torpedoboote einzusetzen. Bis Anfang 1880 wurde das Schiff für diesen Zweck umgebaut. Seine ursprüngliche Bewaffnung wurde entfernt und durch eine Vielzahl von Torpedorohren ersetzt. Eine Anzahl Torpedorohre der Durchmesser 35 cm und 45 cm wurde im unteren Deck eingebaut, sodass deren Öffnungen teils über, teils unter der Wasserlinie lagen. Ebenso wurde seine Segelrigg reduziert. Dabei hatte es mit einem Brennstoffvorrat von ca. 300 Tonnen Kohle eine Reichweite von 2.380 sm bei 9 kn beziehungsweise 1.940 sm bei 10 kn. Am 10. August trat es schließlich in den Dienst der Torpedoschule in Kiel und der spätere Großadmiral Alfred Tirpitz wurde der erste Kommandant des Schiffes.

### 1881–1890

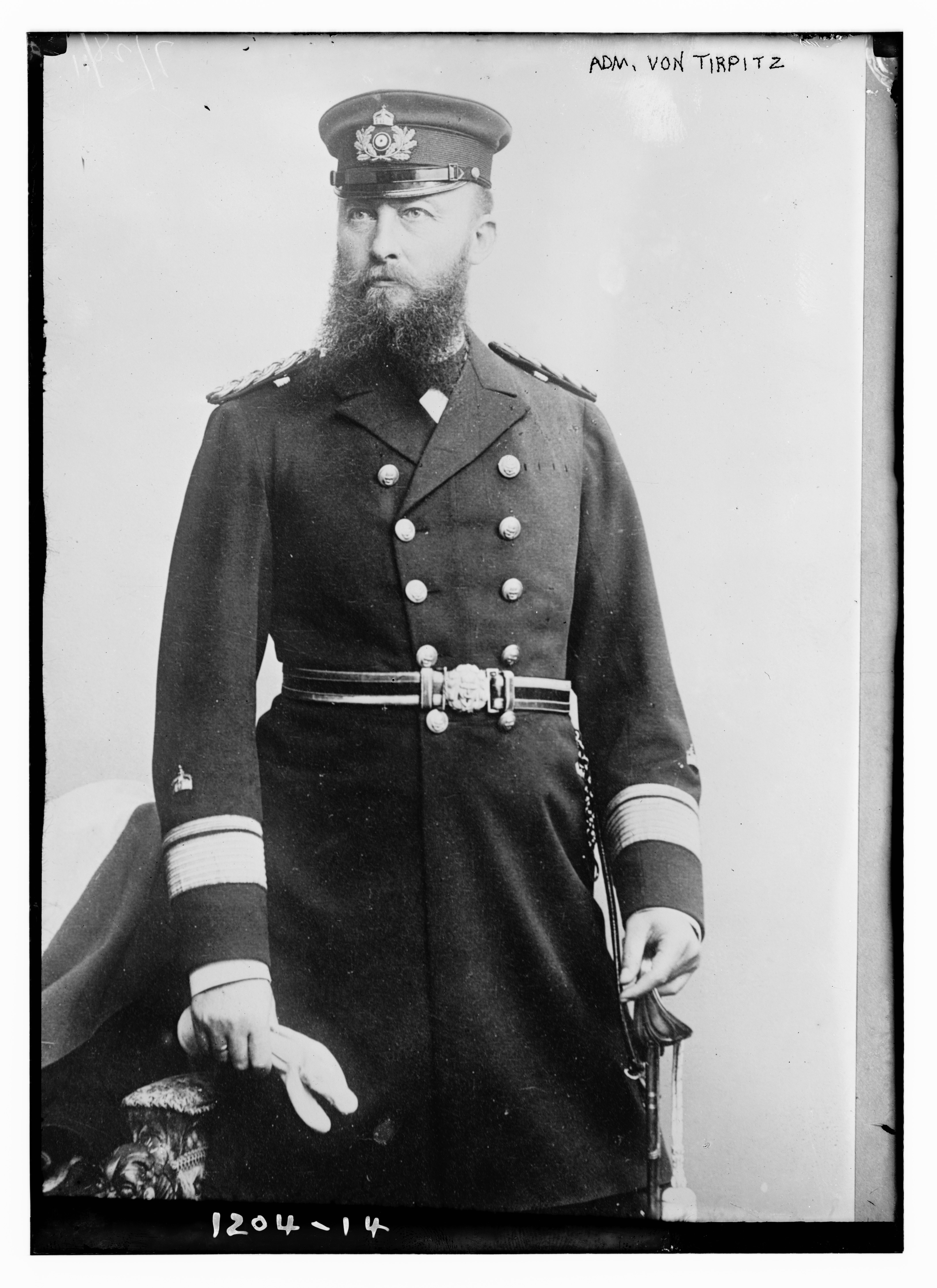
Alfred Tirpitz, der erste Kommandant des Schiffes

Am 1. Mai 1881 begann die Ausbildung der Besatzungen an Bord des Schiffes. Das Torpedoboot Ulan war zu dieser Zeit als Tender der Blücher eingesetzt. In den Einsatzjahren der Blücher erhielt die Mehrheit der deutschen Marineoffiziere und Mannschaften ihre Torpedoausbildung an Bord des Schiffes. Dazu war sie zunächst in der Kieler Förde stationiert. Am 17. September 1881 war die Blücher Teil einer Inspektion der Kaiserlichen Marine bei der Kaiser Wilhelm I. die neue Torpedowaffe vorgeführt wurde. Dazu führte die Torpedoschule vor Friedrichsort außerhalb Kiels eine Reihe von Demonstrationen durch. Nach einer Vorführung, bei der vier kleinere Boote Torpedos auf Ziele losließen, folgte die Blücher, die bei voller Geschwindigkeit Torpedos auf das verankerte Zielschiff Elbe startete und das Schiff mit einem direkten Treffer mittschiffs versenkte. Am 27. Oktober wurde die Blücher nach dem Ende der jährlichen Sommermanöver außer Dienst gestellt.
Vom 22. Juni bis 15. Juli 1882 unternahm das Schiff eine Trainingsfahrt in der Ostsee, gefolgt von den jährlichen Flottenmanövern im August und September. 1883 tat das Schiff in gleicher Weise Dienst. 1884 organisierte die Marine erstmals eine „Torpedobootabteilung“, zu der die Torpedoboote Kühn, Flink, Scharf, Sicher, Tapfer, Vorwärts sowie Jäger gehörten. Während der Übungen am 4. August wurde das alte Kanonenboot Wolf als Ziel versenkt. Die Blücher wurde im September nach Wilhelmshaven verlegt, um beim Einfahren neuer Torpedoboote zu unterstützen, die dort gebaut wurden. 1885 führte das Schiff Manöver mit den Torpedobooten im Übungsgeschwader durch. 1886 wurde das Schiff der neu gegründeten Inspektion des Torpedowesens zugewiesen.
Am 1. Oktober des Jahres wurde die Blücher für eine Generalüberholung außer Dienst gestellt. Die Kaiserliche Admiralität erwog, das Schiff wieder zu einem voll funktionsfähigen Kriegsschiff zu machen, wobei ihre Funktion in der Torpedoinspektion von der Korvette Elisabeth übernommen werden sollte. Dieser Plan wurde allerdings nicht realisiert. Im Zuge der Überholung wurden die Ausbildungsräume des Schiffes modernisiert und Suchscheinwerfer auf dem Deck installiert, um auch nächtliches Torpedotraining zu ermöglichen. Am 30. April 1887 kehrte die Blücher in den Dienst zurück und nahm an den Feierlichkeiten zum Beginn der Arbeiten am Kaiser-Wilhelm-Kanal im Juni teil. 1888 folgte die Blücher der normalen Manöverroutine. 1889 nahm das Schiff an Manövern vor Kristiansand teil, bei denen das Fernschießen geübt wurde.

### 1891–1909
Aufgrund der gestiegenen Anforderungen an die Entwicklung von Torpedotaktiken setzte die Admiralität ab 1890 den neuen Aviso Greif beim Torpedoversuchskommando ein und die Blücher wurde ausschließlich zur Ausbildung der Besatzungen genutzt.
Nach einem ereignislosen 1891 wurde das Schiff im folgenden Jahr erneut generalüberholt. Ihr Platz als Torpedoübungsschiff wurde vorübergehend vom Panzerschiff Sachsen eingenommen, das die Rolle bis zum 1. Dezember innehatte. Anfang 1893 kehrte die Blücher in den Dienst zurück. Während der jährlichen Flottenmanöver führte sie als Flaggschiff die IV. Division der Flotte. Während der Übungen hatten drei Mitglieder ihrer Besatzung am 6. September einen Unfall vor Kiel, bei dem sie mit einem Beiboot kenterten. Ab 1894 arbeitete die Blücher mit der Greif zusammen. Am 18. September half sie dem Geschützten Kreuzer Prinzeß Wilhelm, der bei Bornholm auf Grund gelaufen war.
1895 nahm die Blücher an den Feierlichkeiten zur Eröffnung des Kaiser-Wilhelm-Kanals teil und wurde im September dieses Jahres erneut überholt. Ihr Platz in der Torpedoschule wurde von dem Panzerschiff Friedrich Carl eingenommen. Im folgenden Jahr diente die Blücher während der jährlichen Flottenübungen im August und September erneut als Flaggschiff der Torpedodivision. Zu diesem Zeitpunkt begannen die Arbeiten an einer neuen Torpedostation in Flensburg-Mürwik, da die starken Strömungen und der zunehmende Schiffsverkehr durch den Kaiser-Wilhelm-Kanal die Fortsetzung des Betriebs in Kiel erschwerten. In Flensburg konnten auch die neuesten Torpedomodelle mit deutlich größerer Reichweite getestet werden, da die dortigen Trainingsareale große Lauflängen zuließen. 1897 und 1898 verliefen für die Blücher in der gleichen Routine wie die Vorjahre, mit Einsätzen als Flaggschiff der Übungsschwadron während der Flottenmanöver.
Im Jahr 1900 wurde die Blücher für eine weitere Generalüberholung auf der Kaiserlichen Werft in Kiel außer Dienst gestellt, wobei sie erneut durch Friedrich Carl vertreten wurde. Am 2. April 1901 kehrte sie in den Dienst zurück, aber auf dem Weg aus der Werft verlor das Schiff eine Schraube und musste erneut repariert werden. Am 31. Oktober 1902 wurde die neue Torpedostation eröffnet und Blücher zusammen mit vier Torpedobooten nach Flensburg verlegt. Auch das Panzerschiff Württemberg wurde der Torpedoschule zugeteilt, um Blücher und die Torpedoboote zu unterstützen. 1906 wurde festgestellt, dass der Zustand des Schiffes lediglich noch den Dienst als stationäres Übungs- und Kasernenschiff zuließ.
Am 6. November 1907 ereignete sich auf der Blücher eine schwere Kesselexplosion. Der Kessel, der seit mehreren Wochen von der Besatzung nicht mehr benutzt worden war, war durch die Besatzung nicht richtig vorbereitet worden, wodurch die Hochdruckdampfleitung die Vorderwand des Kessels ausblies. Durch die resultierende Explosion durchschlugen Teile das Deck vor und hinter dem Schornstein und verursachten ernsthafte Schäden am Schiff. Zehn Männer wurden sofort getötet und weitere vierundzwanzig schwer verletzt, von denen sechs später starben. Da der größte Teil der Besatzung zum Zeitpunkt des Unfalls an Land war, waren die Verluste nicht noch größer. Die Blücher wurde in den Hafen von Flensburg geschleppt, wo eine gründliche Untersuchung des Unfalls stattfand. Am 29. Februar 1908 wurde sie aus dem Seeregister gestrichen. Die Uranus (ehemals Kaiser) übernahm die Funktion der Blücher als Kasernen- und Lehrschiff an der Torpedoschule. Die Blücher wurde für 142.000 Mark an eine private Firma aus Rotterdam verkauft, die das Schiff nach Vigo weiterverkaufte, wo es als Kohlenhulk aufgebraucht wurde. Ihr weiteres Schicksal ist unbekannt. Die Galionsfigur des Schiffes ist an der Marineschule Mürwik ausgestellt.

## Erinnerungen
In Kiel:
- Blücherbrücke: Die ursprüngliche Anlegestelle der Blücher; siehe Kiellinie (Kiel).

In Flensburg:
- Blücher-Denkmal: Auf dem Mühlenfriedhof in Flensburg wurde zum Gedenken an die 16 Toten der Kesselexplosion ein Denkmal errichtet.[2]
- Blücherstraße: Die Straße liegt bei Klosterholz, dem alten Zentrum Mürwiks (siehe dort).
- Blücherbrücke: Die ursprüngliche Blücherbrücke (Alte Blücherbrücke), an der zum Kriegsende 1945 das Schiff Patria lag, befindet sich in Sonwik. Neben dieser existiert heute zudem im Bootshafen der Marineschule Mürwik die Neue Blücherbrücke.

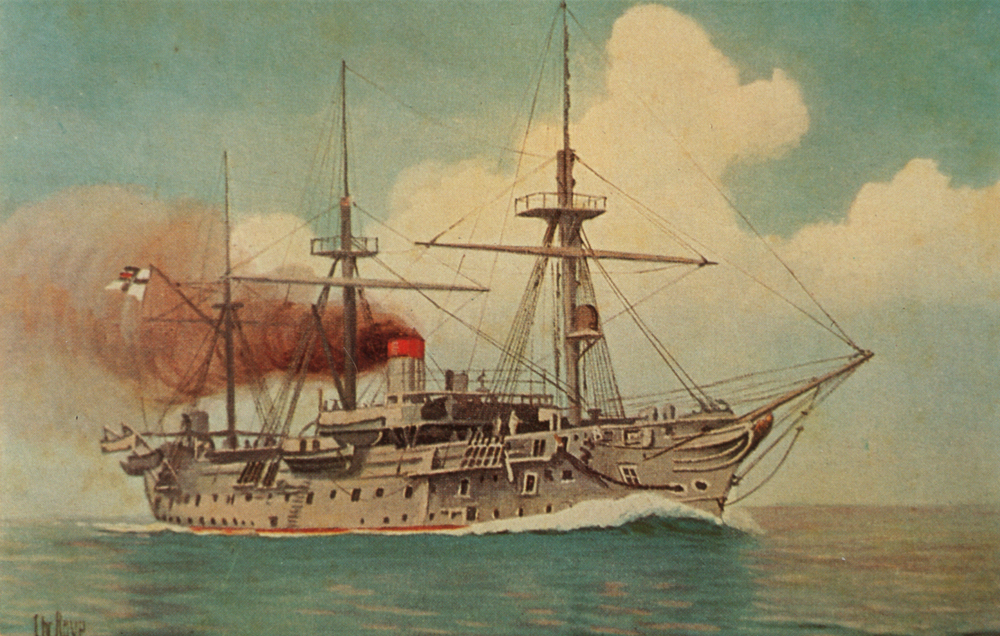
Die Blücher in See.
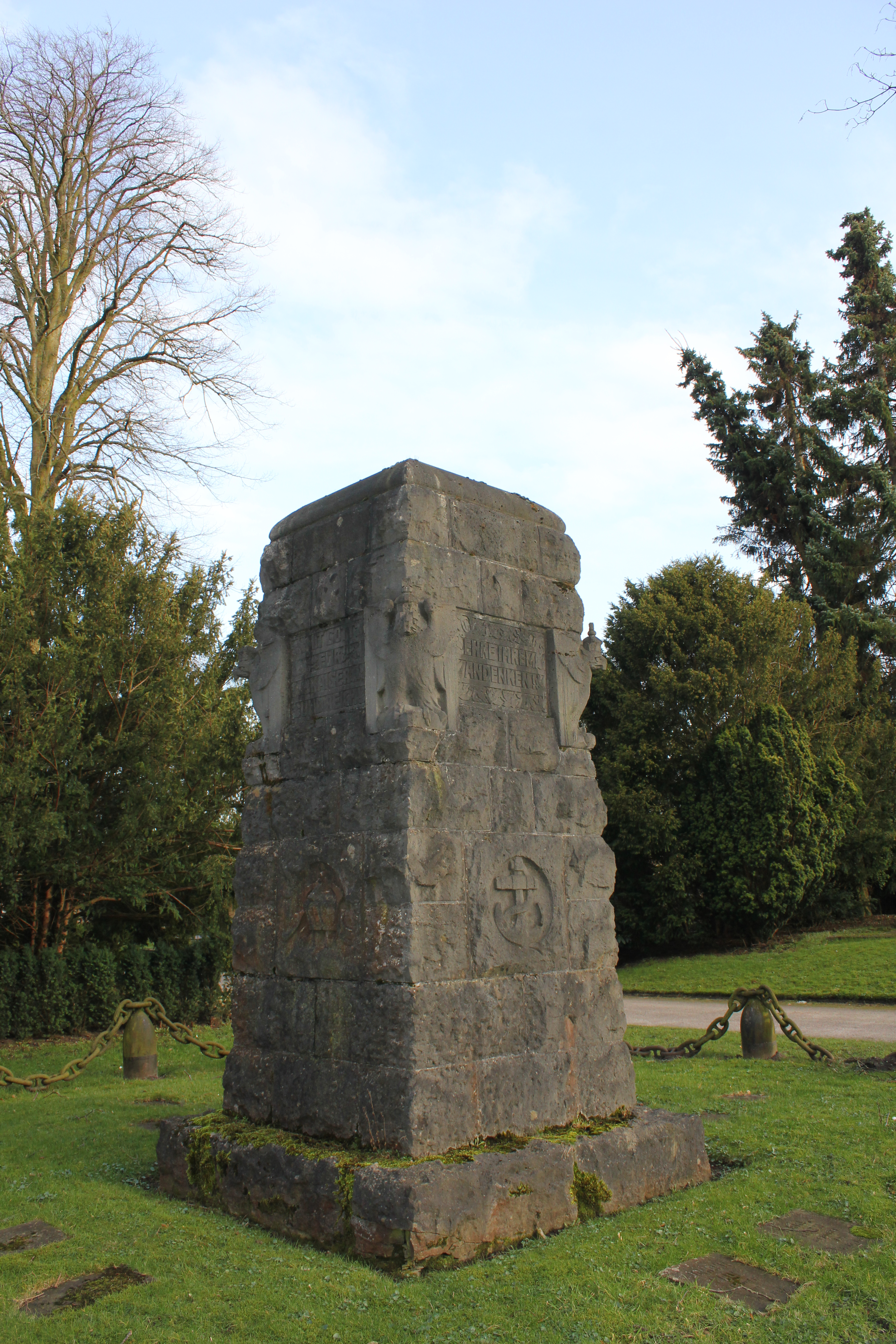
Das Blücher-Denkmal auf dem Mühlenfriedhof in Flensburg.
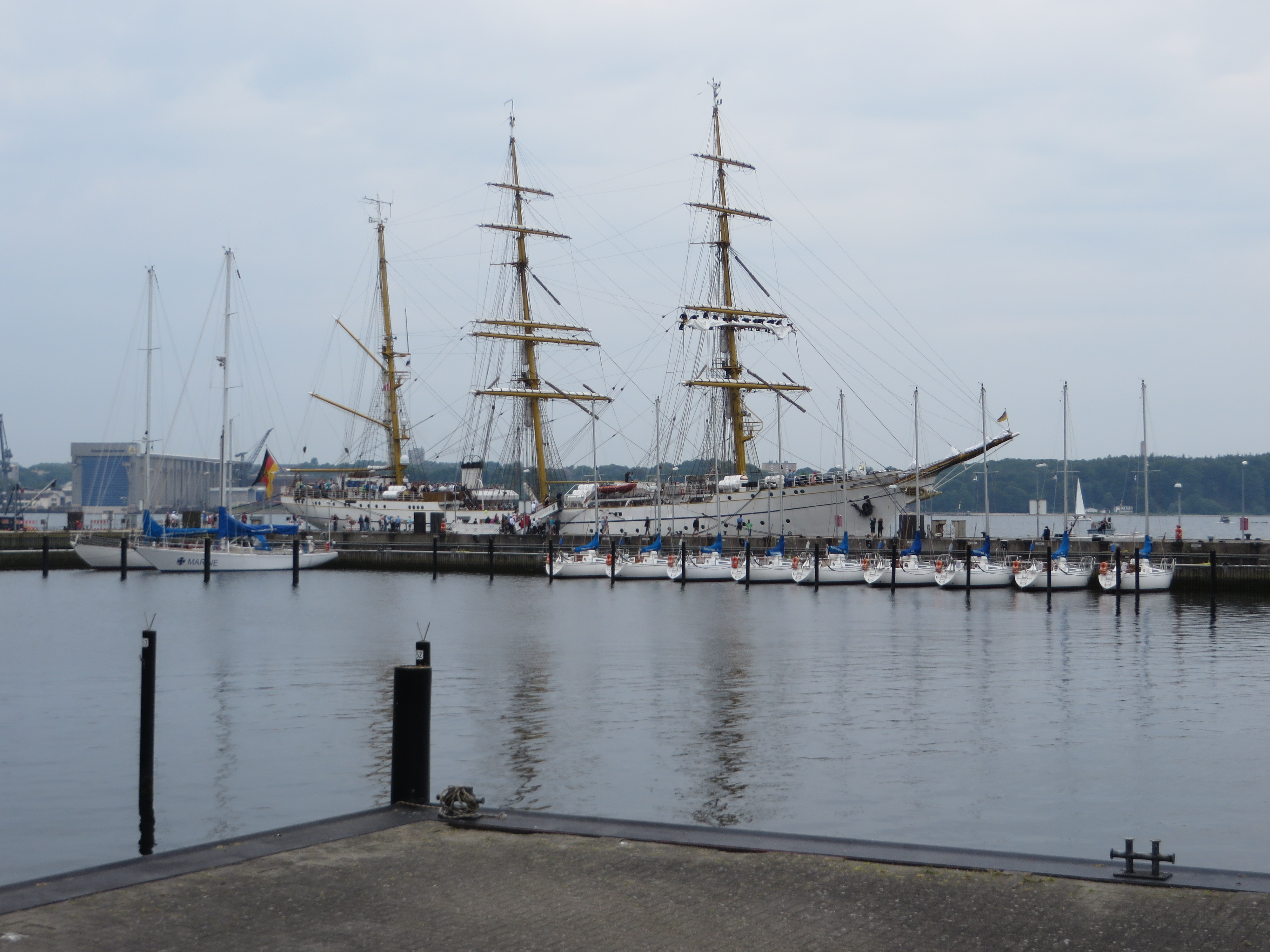
Die Gorch Fock an der Neuen Blücherbrücke im Bootshafen in Mürwik.